# Erik Schlopy
Erik Schlopy (ur. 21 sierpnia 1972 w Buffalo) – amerykański narciarz alpejski, brązowy medalista mistrzostw świata.

## Kariera
Po raz pierwszy na arenie międzynarodowej pojawił się w 1990 roku, startując na mistrzostwach świata juniorów w Zinal, gdzie zajął między innymi szóste miejsce w gigancie i szesnaste w supergigancie. Na rozgrywanych rok później mistrzostwach świata juniorów w Geilo zajął 31. miejsce w supergigancie.
W zawodach Pucharu Świata zadebiutował 5 grudnia 1992 roku w Val d’Isère, zajmując 24. miejsce w supergigancie. Tm samym już w swoim debiucie wywalczył pierwsze pucharowe punkty. Na podium zawodów tego cyklu po raz pierwszy stanął 21 grudnia 2000 roku w Bormio, kończąc giganta na drugiej pozycji. W zawodach tych rozdzielił Austriaka Christopha Grubera i Szweda Fredrika Nyberga. W kolejnych startach na podium stanął jeszcze jeden raz: 10 marca 2001 roku w Åre ponownie był drugi w gigancie. Tym razem lepszy był tylko Austriak Hermann Maier. Najlepsze wyniki osiągnął w sezonie 2000/2001, kiedy zajął piętnaste miejsce w klasyfikacji generalnej, a w klasyfikacji giganta był trzeci.
Na mistrzostwach świata w Sankt Moritz w 2003 roku wywalczył brązowy medal w gigancie, ulegając jedynie swemu rodakowi, Bode Millerowi i Hansowi Knaußowi z Austrii. W 1994 roku wystąpił na igrzyskach olimpijskich w Lillehammer, zajmując 34. miejsce w gigancie. Podczas igrzysk w Salt Lake City w 2002 roku nie ukończył giganta, a w slalomie był trzynasty. Trzynaste miejsce w slalomie zajął także na rozgrywanych cztery lata później igrzyskach olimpijskich w Turynie.
Jego żona Summer Sanders reprezentowała USA w pływaniu.

## Osiągnięcia

### Igrzyska olimpijskie
| Miejsce | Dzień     | Rok  | Miejscowość    | Konkurencja | Czas biegu | Strata | Zwycięzca          |
| ------- | --------- | ---- | -------------- | ----------- | ---------- | ------ | ------------------ |
| 34.     | 23 lutego | 1994 | Lillehammer    | Gigant      | 2:52,46    | +17,54 | Markus Wasmeier    |
| DNS2    | 21 lutego | 2002 | Salt Lake City | Gigant      | 2:23,28    | -      | Stephan Eberharter |
| 13.     | 23 lutego | 2002 | Salt Lake City | Slalom      | 2:23,28    | +4,15  | Jean-Pierre Vidal  |
| 13.     | 20 lutego | 2006 | Turyn          | Gigant      | 2:35,00    | +2,56  | Benjamin Raich     |

### Mistrzostwa świata
| Miejsce | Dzień     | Rok  | Miejscowość  | Konkurencja | Czas biegu | Strata | Zwycięzca            |
| ------- | --------- | ---- | ------------ | ----------- | ---------- | ------ | -------------------- |
| DNF1    | 8 lutego  | 2001 | Sankt Anton  | Gigant      | 2:23,80    | -      | Michael von Grünigen |
| 21.     | 10 lutego | 2001 | Sankt Anton  | Slalom      | 1:39,66    | +5,21  | Mario Matt           |
| 3.      | 12 lutego | 2003 | Sankt Moritz | Gigant      | 2:45,93    | +0,04  | Bode Miller          |
| 15.     | 16 lutego | 2003 | Sankt Moritz | Slalom      | 2:45,93    | +1,74  | Ivica Kostelić       |
| 17.     | 9 lutego  | 2005 | Bormio       | Gigant      | 2:50,41    | +3,65  | Hermann Maier        |
| DNF1    | 12 lutego | 2005 | Bormio       | Slalom      | 1:41,34    | -      | Benjamin Raich       |

### Mistrzostwa świata juniorów
| Miejsce | Dzień      | Rok  | Miejscowość | Konkurencja | Czas biegu | Strata | Zwycięzca           |
| ------- | ---------- | ---- | ----------- | ----------- | ---------- | ------ | ------------------- |
| 41.     | 21 marca   | 1990 | Zinal       | Zjazd       | 1:19,42    | +4,99  | Kjetil André Aamodt |
| 16.     | 22 marca   | 1990 | Zinal       | Supergigant | 1:24,30    | +3,38  | Kjetil André Aamodt |
| 6.      | 24 marca   | 1990 | Zinal       | Gigant      | 2:20,38    | +2,49  | Lasse Kjus          |
| 31.     | 8 kwietnia | 1991 | Geilo       | Supergigant | 1:27,16    | +2,76  | Jure Košir          |

### Puchar Świata

#### Miejsca w klasyfikacji generalnej
- sezon 1992/1993: 137.
- sezon 1993/1994: 122.
- sezon 1999/2000: 76.
- sezon 2000/2001: 15.
- sezon 2001/2002: 63.
- sezon 2002/2003: 29.
- sezon 2004/2005: 54.
- sezon 2005/2006: 46.
- sezon 2007/2008: 107.

#### Miejsca na podium
1. Bormio – 21 grudnia 2000 (gigant) – 2. miejsce
2. Åre – 10 marca 2001 (gigant) – 2. miejsce